# Kirill Konstantinowitsch Polosow
Kirill Konstantinowitsch Polosow (russisch Кирилл Константи́нович Полозов, hebräisch קיריל פולוזוב; * 15. Januar 1991 in Ufa, Russische SFSR, Sowjetunion) ist ein russisch-israelischer Eishockeyspieler und -trainer, der seit 2024 bei den Ashdod Chiefs in der israelischen Eishockeyliga spielt. Daneben spielt er auch in der Sommerliga „Israel Elite Hockey League“, wo er seit 2024 bei den Ashdod Dolphins auf dem Eis steht. Vor seiner Alija absolvierte er mehr als 30 Spiele in der Kontinentalen Hockey-Liga.

## Karriere
Kirill Polosow begann seine Karriere bei Salawat Julajew Ufa in seiner Heimatstadt. Dort wurde er bereits im Juniorenalter zehnmal in der Kontinentalen Hockey-Liga eingesetzt, spielte aber auch von 2009 bis 2011 für Tolpar Ufa in der Juniorenliga Molodjoschnaja Chokkeinaja Liga. Während des CHL Import Draft 2008 hatten ihn die Barrie Colts aus der Ontario Hockey League als insgesamt 52. Spieler ausgewählt, er war aber in Russland geblieben. In der Saison 2010/11 war er Topscorer der MHL und wurde für das MHL All-Star-Game nominiert. 2011 wechselte er zu Toros Neftekamsk, mit dem er 2012, 2013 und 2015 die Wysschaja Hockey-Liga gewann. Im November 2015 wechselte er zu Awtomobilist Jekaterinburg und absolvierte bis Saisonende weitere 27 Hauptrunden- und vier Playoffspiele in der KHL. Anschließend kehrte er in die Wysschaja Hockey-Liga zurück, in der mit Unterbrechungen bis 2021 spielte. 
Nachdem Polosow die Saison 2021/21 überwiegend bei Steaua Bukarest in Rumänien verbracht hatte, wanderte er nach Israel aus. Dort spielt er seither in der israelischen Eishockeyliga. Er wurde 2024 mit dem HC Bat Yam und 2025 mit den Ashdod Chiefs israelischer Meister. In beiden Jahren wurde er auch als wertvollster Spieler der Liga ausgezeichnet. 2023 wurde er Topscorer, Torschützenkönig und bester Vorbereiter, Auch 2024 war er bester Vorbereiter. Daneben spielt er auch in der Sommerliga „Israel Elite Hockey League“ (IEHL) und konnte diese 2024 mit den Ashdod Dolphins gewinnen. 2024 und 2025 war er wertvollster Spieler auch dieser Liga.

### International
Polosow, der im Juniorenbereich einige Spiele für die russische U16-Auswahl absolviert hatte, debütierte bei der Weltmeisterschaft der Division II 2024 in der Nationalmannschaft Israels. Auch 2025 spielte er in der Division II.

### Trainer
Seit seiner Einwanderung nach Israel ist Polosow auch als Trainer tätig. So war er 2022/23 Cheftrainer des HC Bat Yam und bei der U20-Weltmeisterschaft 2025 verantwortlich für die Israelische U20-Eishockeynationalmannschaft, die in der Division II spielte.

## Erfolge und Auszeichnungen
- 2011 Topscorer und Teilnahme am All-Star-Game der Molodjoschnaja Chokkeinaja Liga
- 2012 Gewinn der Wysschaja Hockey-Liga mit Toros Neftekamsk
- 2013 Gewinn der Wysschaja Hockey-Liga mit Toros Neftekamsk
- 2015 Gewinn der Wysschaja Hockey-Liga mit Toros Neftekamsk
- 2023 Topscorer, Torschützenkönig und bester Vorbereiter der israelischen Eishockeyliga
- 2024 Israelischer Meister mit dem HC Bat Yam
- 2024 Wertvollster Spieler und bester Vorbereiter der israelischen Eishockeyliga
- 2024 Gewinn der Israel Elite Hockey League mit dem Ashdod Dolphins
- 2024 Wertvollster Spieler der Israel Elite Hockey League
- 2025 Israelischer Meister mit den Ashdod Chiefs
- 2025 Wertvollster Spieler der israelischen Eishockeyliga
- 2025 Wertvollster Spieler der Israel Elite Hockey League

## Statistik
(Stand: Ende der Saison 2024/25)